# Гоулинг, Алан
А́лан Э́двин Го́улинг (англ. Alan Edwin Gowling; род. 16 марта 1949, Стокпорт) — английский футболист, выступавший на позиции нападающего за ряд клубов Северной Англии, включая «Манчестер Юнайтед» и «Ньюкасл Юнайтед».

## Клубная карьера
Алан Гоулинг родился в Стокпорте, Чешир. Во время обучения в Университете Манчестера (в котором он получил степень по экономике) в августе 1965 года был приглашён в молодёжную команду «Манчестер Юнайтед». Два года спустя подписал с клубом профессиональный контракт. Дебютировал в основном составе 30 марта 1968 года в игре против «Сток Сити», забив гол в своём первом матче. Выступал за «Юнайтед» на протяжении 5 сезонов, сыграв 87 матчей и забив 21 гол, включая «покер» в ворота «Саутгемптона» 20 февраля 1971 года. Из-за большой конкуренции в атакующей линии «Юнайтед» он не был игроком основы, и лишь в сезоне 1971/72 он сыграл за команду 50 матчей, выступая в полузащите. В июне 1972 года Алан был продан в «Хаддерсфилд Таун» за £65 000.
За «Хаддерсфилд» Алан сыграл 139 матчей и забил 51 гол, но сама команда выступала неудачно, выбыв в Третий дивизион в 1973 году и затем в Четвёртый дивизион в 1975 году. В августе 1975 года Гоулинг перешёл в «Ньюкасл Юнайтед» за £70 000.
В «Ньюкасле» он составил атакующий дуэт с Малкольмом Макдональдом. В 1976 году Алан забил гол в финале Кубка Футбольной лиги против «Манчестер Сити», но «сороки» уступили в том матче со счётом 1:2. Всего сыграл за «Ньюкасл Юнайтед» 122 матча и забил 48 голов.
В марте 1978 года Гоулинг перешёл в «Болтон Уондерерс». Выступал за клуб на протяжении 4 сезонов, сыграв 165 матчей и забив 31 гол. Во время выступления за «Болтон», Гоулинг был избран председателем Профессиональной футбольной ассоциации — профсоюза британских футболистов. Этот пост он занимал с 1980 по 1982 год.  В 1983 году перешёл в «Престон Норт Энд», где сыграл 46 матчей в своём последнем сезоне, прежде чем завершить карьеру в 1984 году.
Гоулинг выступал за сборные Англии до 23 лет, школьную и любительскую сборные.
После завершения карьеры стал активным участником фан-клуба «Манчестер Юнайтед».